# Festes Quinquennals d'Alcanar

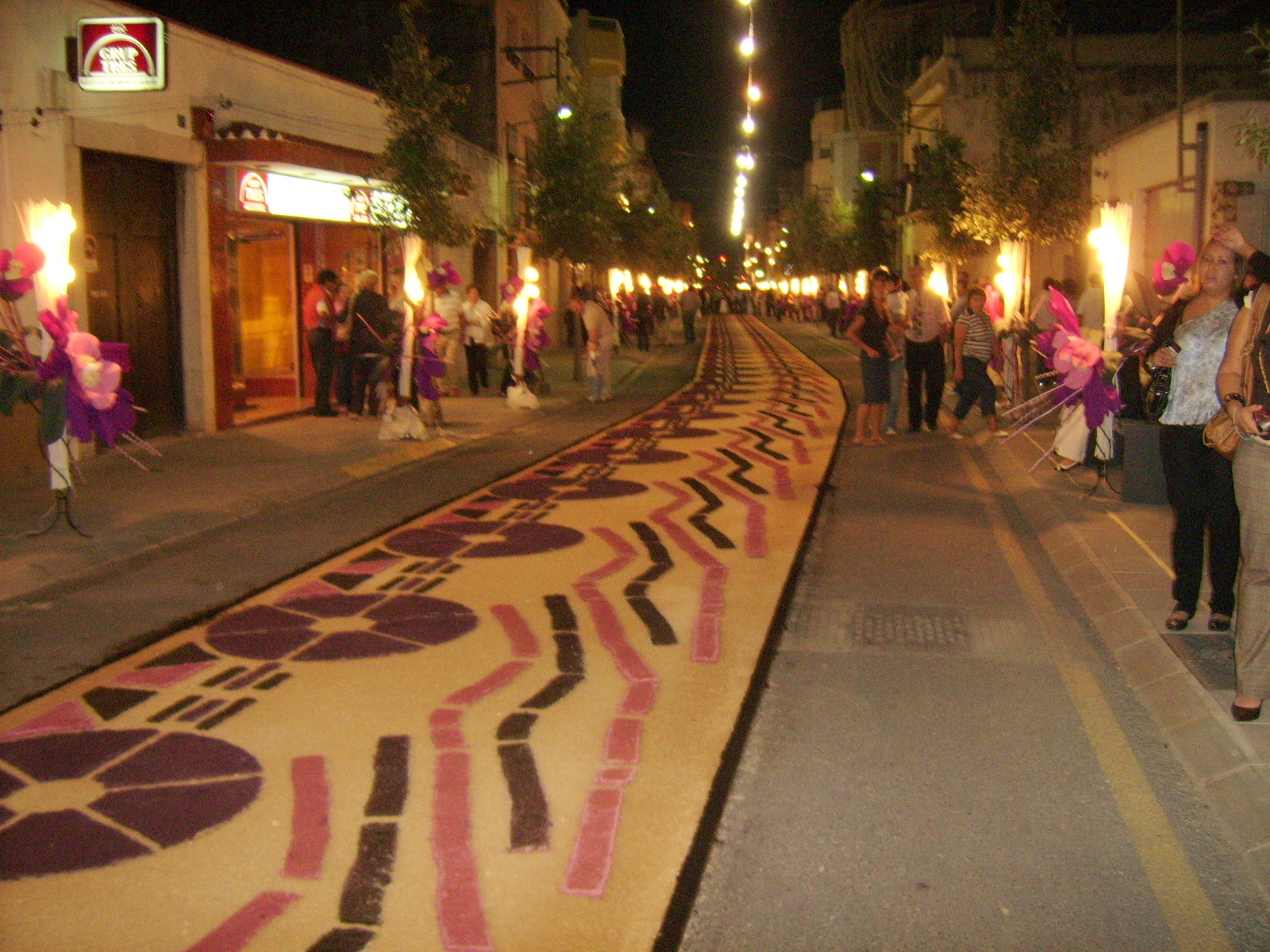
Quinquennals 2009

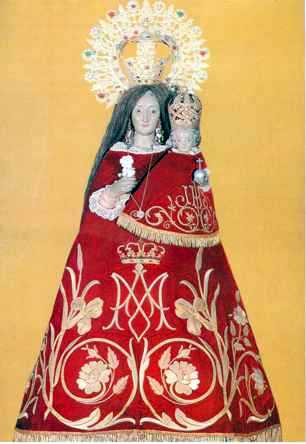
Verge del Remei

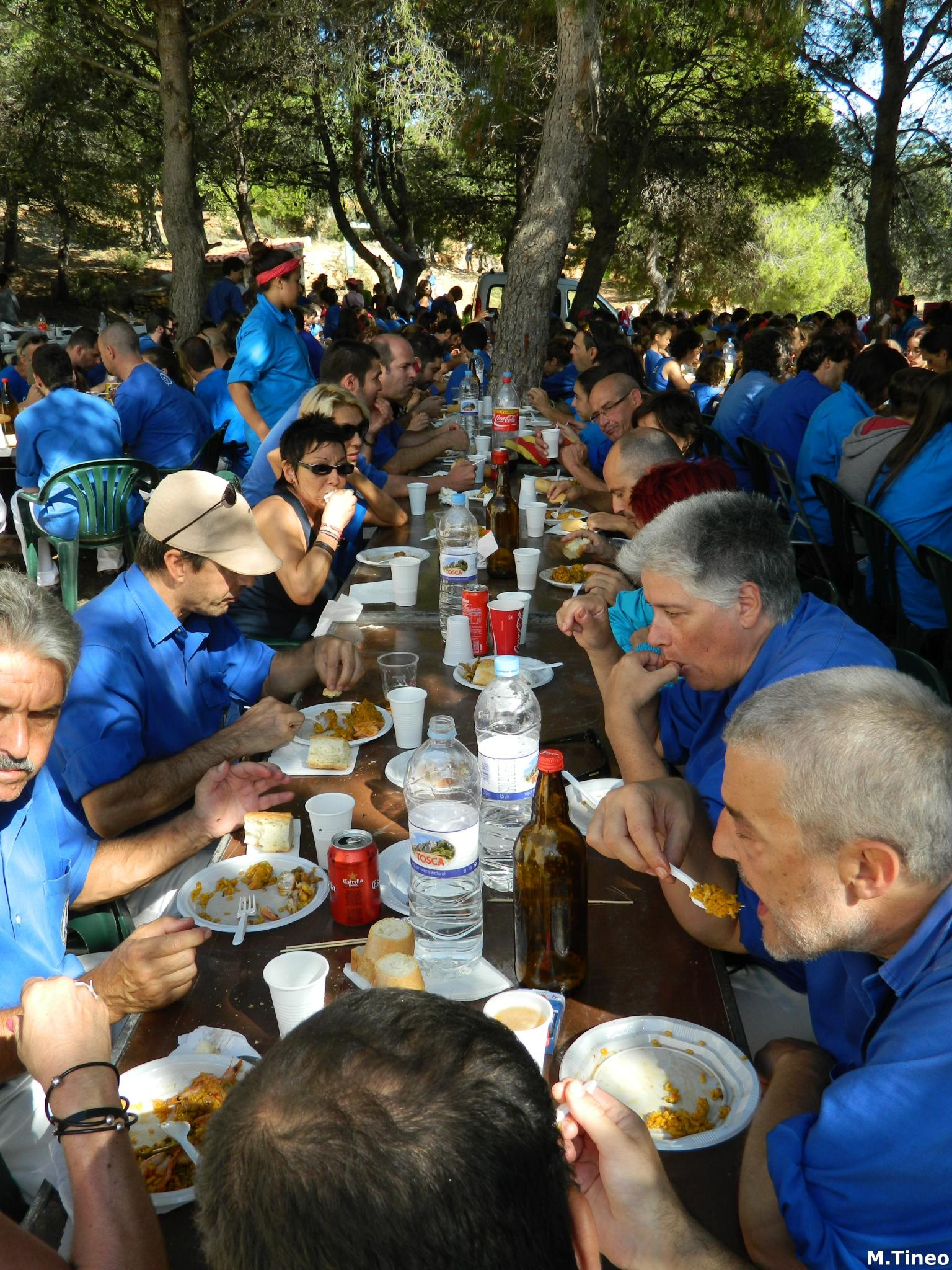
Castellers d'Esplugues a les Quinquennals d'Alcanar

Les Festes Quinquennals d'Alcanar se celebren en aquesta localitat del Montsià (Catalunya) durant la primera quinzena d'octubre tots els anys acabats en 4 o en 9. Dividit en 9 sectors, cada dia es guarneixen tots els carrers del municipi amb ornaments artesanals de flors, altars monumentals i catifes bellíssimes, prodigi d'imaginació i del treball popular en equip. Més de 24 quilòmetres d'artesania en honor de la patrona de la ciutat, la Mare de Déu del Remei.
Les Festes Quinquennals d'Alcanar han estat declarades d'interès nacional per l'acord de la Generalitat de Catalunya GOV/255/2010 publicat al DOGC 5766 de 30.11.2010.

## Història

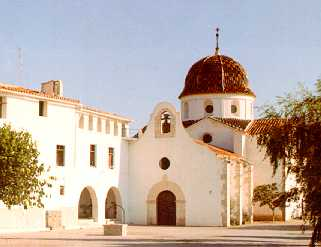
Ermita del Remei

Les Festes Quinquennals són unes festes que tenen el seu origen en la promesa que va fer el poble d'Alcanar el 7 d'octubre de 1939, al rebre una nova imatge adquirida de la Mare de Déu del Remei per subscripció popular. L'anterior imatge havia estat cremada a l'inici de la Guerra Civil Espanyola, el 29 de juliol de 1936.
Aquell dia es feu a la plaça Major una solemne celebració religiosa, durant la qual l'orador Mossèn Federico Domingo, en presència de les Autoritats i la quasi totalitat del poble, proposà de celebrar cada cinc anys unes Festes Extraordinàries en Honor de la Patrona d'Alcanar, la Mare de Déu del Remei, amb especial celebració d'un novenari durant el qual la imatge de la Verge recorreria la ciutat i les Cases d'Alcanar, per sectors, per tal de rebre la veneració de tots els devots. La proposta fou acceptada amb una fervorosa aclamació dels presents. No obstant això, és important recordar el context socio-històric de forta repressió després de l'entrada dels nacionals a Alcanar, el 15 d'abril de 1938. Aquesta "fervorosa aclamació" és probablement fruit de les cròniques de l'època.
El rector de la parròquia era, aleshores, D. Rómulo Monfort, canareu, que havia substituït recentment a D. Francisco Sanjuán. Les primeres Festes Quinquennals es van celebrar l'any 1944, cinc anys després de la promesa.
L'any 1964, 25 anys després, al comprovar-se que no hi havia cap document escrit d'aquell esdeveniment històric, l'Ajuntament d'Alcanar convocà un plenari i aixecà Acta de tal com oficialment van passar els fets, ja que, aleshores, encara eren molts els testimonis que hi havia presents. Així, es deixaven a la posteritat les dades de l'origen de les Festes Quinquennals.
L'any 1989 es van celebrar amb gran solemnitat les Desenes Festes Quinquennals i el 50è Aniversari de la promesa. Entre altres actes commemoratius, coincidint el dia i la data (dissabte, 7 d'octubre) es va portar la imatge de la Verge a la plaça Major, i el Rector Mn. Joan Ferrer va adreçar als presents unes sentides paraules enaltint la fidelitat dels canareus en el compliment de la promesa.
Deu dies abans del segon diumenge d'octubre, la imatge de la Verge és baixada al poble, portada per la quinta dels últims cinc anys i acompanyada de nombrosos devots. Oportunament, el poble es congria a l'entrada de la ciutat per fer-li a la Mare de Déu una càlida rebuda. L'arribada és un esclat d'entusiasme i emoció, d'alegria que s'expressa amb aplaudiments i visques a la venerada Patrona.
L'emoció d'aquesta arribada es reviu cada dia, durant la novena, quan la Verge passa en processó pels carrers i per davant de cada casa. Es divideix la població en nou sectors, incloses Les Cases d'Alcanar. Cada dia del novenari, al matí es fa el rosari de l'aurora i, de nit, la processó del sector corresponent, que els veïns han guarnit artísticament, tot palesant creativitat i bon gust, expressió de joia per ser amfitrions de la Mare de Déu del Remei.
Acabada la processó al temple parroquial es fa la novena, en què cada dia predica un sacerdot diferent que té alguna relació amb el poble. 	
Acabat el novenari, després d'haver recorregut en processó els 24 quilòmetres dels carrers d'Alcanar i Les Cases d'Alcanar, la sagrada icona és tornada al santuari. El segon diumenge d'octubre tot el poble peregrina i fa pinya al voltant de la peanya perquè tothom la vol portar. Per cinc anys més la Mare de Déu restarà a la seua Ermita.

## Goigs
Hi ha diversos cants de lloança dedicats a la Mare de Déu del Remei. Els més tradicionals són, però, els Goigs, que es canten de manera popular durant els actes de les Festes Quinquennals.
També, en l'època moderna, el compositor canareu Enrique Cofiner va posar música en forma d'Himne a la Pregària a la Verge del Remei. Els veïns de Les Cases han tingut durant molts anys per costum cantar una Salve Marinera quan fan el trasllat de la Verge.

GOIGS A LA VERGE DEL REMEI
Elegida sou per Déu, 
salut del gènere humà,
sempre en Vós busca remei, 
nostre poble d'Alcanar.

Tot el que Vós demaneu 
al Verb Fill de l'Etern Pare,
molt fàcilment ho alcanseu 
per vostra gràcia de Mare,
i en aqueix immens poder 
sempre tots hem confiat,
sempre en Vós...
Des que el sol il·lumina 
sou vas espiritual
que conté la medicina 
per tota classe de mal,
per això de tot arreu 
venen aquí i són curats,
sempre en Vós...
Les glòries del nostre poble, 
cavallers, títols i abats,
pagesia honrada i noble, 
mariners valents i braus,
ara i sempre del Remei 
han sigut fervents amants,
sempre en Vós...
De captius sou redemptora, 
de pecadors, conversió,
d'afligits, consoladora, 
de malalts, la curació;
tota llàgrima eixugueu, 
tot dolor sabeu minvar.
Sempre en Vós...
Finalment Mare i Senyora 
l'esperança en Vós posem,
i essent Vós la mediadora, 
la glòria també esperem.
I agraïts a favors tants, 
tots teus som, ànima i sang.
Sempre en Vós...

Amen.

PREGÀRIA A LA VERGE DEL REMEI
A vostres peus, oh, Verge del Remei, què hi fa de bon estar !
Què són ditxosos fent-hi niu l'ocell, la flor que hi ve a esclatar !
Un niu és vostra ermita, Mare amada, nosaltres els petits
vivim de vostre amor amb la becada i amb llet dels vostres pits.

Vós sou la flor, nosaltres les abelles vivim de dolça mel,
i no trobant a terra flors prou belles, girem els ulls al cel.
Porteu-nos a volar amb vostres ales pel camp de l'infinit,
fins a mirar en ses empíries sales el sol de fit a fit.